# Liebe im Dreiklang
Liebe im Dreiklang ist eine Operette in drei Akten des Komponisten Walter Wilhelm Goetze. Das Libretto verfassten Walter Wilhelm Goetze und Emil Malkowsky. Die Uraufführung der Operette fand am 15. November 1950 im Stadttheater Heidelberg statt.

## Handlung
1. Akt – In Knipperlings Laden und Werkstatt
Die Handlung spielt in einer Stadt in Deutschland, irgendwo im Fränkischen, kurz nach dem Ende des Dreißigjährigen Krieges. Schneidermeister Knipperling überzeugt sich zu Beginn der Handlung bei seinem Sohn Hannes, ob die Bestellung des neuen Kostüms für die ansässige Herrin, das adelige Fräulein Carola von Ebernstein, ordnungsgemäß ausgeführt wurde. Hildegunde, die Kammerzofe des Fräulein von Ebernstein, kündigt die baldige Ankunft ihrer Herrin an. Hildegunde und Hannes geraten in einen Streit. Hildegunde hat nämlich herausgefunden, dass Hannes nicht nur ihr, sondern auch ihrer Cousine, der Kammerzofe Rosamunde, den Hof macht. Hannes gelingt es jedoch, Hildegunde zu versöhnen. Auf dem Marktplatz der Stadt taucht ein unbekannter junger, gutaussehender Mann auf, der sofort allen Mädchen Komplimente macht. Er nennt sich Mucki Nix. Der Fremde betritt kurz darauf Knipperlings Werkstatt und fragt nach einer Anstellung als Schneidergeselle, obwohl er weder Papiere noch einen Gesellenbrief vorweisen kann. Trotzdem will es Schneidermeister Knipperling mit ihm versuchen. Schnell freundet sich Mucki Nix mit Hannes an. Mucki Nix berichtet, dass er sein ganzes Vermögen im Spiel verloren hat und nun auf der Flucht vor seinen Gläubigern sei. Hannes erzählt ihm von seinen Problemen mit seinen beiden Kammerzofen. Während Hannes für den hungrigen Mucki Nix ein Essen zubereitet, erscheinen die Mädchen der Stadt und staffieren Mucki Nix mit eleganten Kleidern aus. Carola von Ebernstein betritt zur Anprobe ihres Kostüms den Laden. Sie verliebt sich sofort in Mucki, der ihr ebenfalls Komplimente macht. Sie bittet darum, Mucki Nix möge ihr das fertige Kostüm noch heute persönlich nach Gut Ebernstein liefern. Rosamunde erscheint und gerät ebenfalls in Streit mit Hannes. Hannes kann jedoch auch Rosamunde versöhnen, indem er ihr verspricht, extra für sie zwei Abendkleider anzufertigen. Ein Stadtschreiber betritt den Marktplatz und verkündet ein neues Gesetz: Um dem Frauenüberschuss nach dem verlorenen Krieg abzuhelfen, soll es jedem Mann erlaubt werden, zwei Frauen zu heiraten. Hannes beschließt nun, Hildegunde und Rosamunde zu heiraten und eine Ehe zu dritt zu führen.
2. Akt – Auf Gut Ebernstein
Auf Ebernstein wird die Hochzeit der jeweiligen Braut-Terzette gefeiert. Carola und ihr Onkel Kunibert begrüßen die Heiratswilligen. Auch Hannes hat sich mit Rosamunde und Hildegunde dort eingefunden. Doch seine Ehe steht unter keinem guten Stern; ständig kommt es zu Zänkereien zwischen den drei Ehepartnern. Kunibert hat inzwischen herausgefunden, dass der fremde junge Mann eine eklatante Ähnlichkeit mit Graf Nepomuk von Westernhain hat, der ihm Geld schuldet. Auch Carola hat die Identität des Fremden inzwischen entdeckt, will ihm jedoch treu bleiben. Die beiden Liebenden gestehen sich erneut ihre Liebe. Auf dem Fest geben Carola und Nepomuk ihre Verlobung bekannt. Es kommt jedoch zum Eklat, als der Augsburger Schneidermeister Flock eintritt und seine Forderungen geltend macht. Mucki ist nämlich die Bezahlung von drei Kostümen für seine Ehefrau schuldig geblieben. Mucki gibt nun zu, dass er bereits verheiratet ist und sich vergeblich um die Scheidung seiner ihm untreuen Ehefrau bemüht hat. Doch seine Beteuerungen nützen Mucki nichts mehr; Carola wendet sich von ihm ab.
3. Akt – Auf Gut Ebernstein
Zwei Monate später. Vom Oberrichter erfährt Carola beim Schachspiel, dass Muckis Scheidungsurteil inzwischen rechtskräftig ist. Mucki hat inzwischen beim Schneidermeister Knipperling begonnen, seine Schulden abzuarbeiten und seine Gläubiger zu befriedigen. Er hat sich inzwischen außerdem zu einem ausgesuchten Kenner für Damenbekleidung und Meister seines Fachs entwickelt. Carola bestellt Mucki auf das Schloss und bittet Mucki, ihr ausgewählte Seidenstoffe für ein Brautkleid zu liefern. Inzwischen ist Hannes über die Entwicklungen seiner Ehe zu dritt völlig desillusioniert, zumal sich beide Frauen ihm inzwischen verweigern. Hildegunde hat sich außerdem einem anderen Verehrer zugewandt. Rosamunde und Hannes entdecken ihre Gefühle für eine gemeinsame Zweisamkeit. Mucki bringt Carola die Stoffe vorbei und sie präsentiert ihm sein Scheidungsurteil. Die beiden Liebenden finden nun ebenfalls zueinander. Kunibert erlässt seinem Schwiegerneffen seine Schulden. Auch das Gesetz über die Ehe zu dritt wurde mittlerweile wieder aufgehoben, da sich alle Dreierpaare beschwert hatten.

## Werk
Goetzes Spätwerk Liebe im Dreiklang (Uraufführung 1950) gehörte ebenso wie seine früheren Operetten Adrienne (1926) und Schach dem König (1935) zu dem Typus der Operetten mit historischem Sujet. Goetze versuchte mit seinen Kompositionen einen musikalischen Gegenpunkt zu den in den 1920er Jahren in Mode gekommenen Schlager- und Nummernoperetten zu setzen. Größere musikalische Ensembles (Soli mit Chor, Duette, Terzette, Quartette und Quintette, häufig ebenfalls mit Chor) und ausgearbeitete Finali kennzeichnen seine Operetten, so auch Liebe im Dreiklang. Die Operette Liebe im Dreiklang konnte jedoch, im Gegensatz zu früheren Operetten Goetzes,  keinen dauerhaften Bühnenerfolg erzielen und ist mittlerweile nahezu völlig in Vergessenheit geraten. Das frivol-anzügliche Thema der Vielweiberei führte vor der Uraufführung auch zu Protesten kirchlicher Kreise. Der Misserfolg ist wohl auch darauf zurückzuführen, dass nach dem Ende des Zweiten Weltkrieges tatsächlich viele Frauen ohne Männer lebten und die Zeit für einen ironischen Umgang mit dem Thema noch nicht reif war.
Im Juni 1951 entstand unter der musikalischen Leitung von Franz Marszalek, einem Kenner der Operetten Goetzes, eine Gesamtaufnahme der Operette Liebe im Dreiklang beim Westdeutschen Rundfunk in Köln. Die Rolle des Mucki Nix übernahm kurzfristig der deutsche Tenor Peter Anders, nachdem der ursprünglich vorgesehene Österreicher Karl Friedrich unerwartet wegen Krankheit absagen musste. Für die Hauptrollen wurden Irmgard Först und Paul Bürks als Sprecher verpflichtet. Diese Rundfunkaufnahme wurde inzwischen bei mehreren Labels als CD wiederveröffentlicht; auch Ausschnitte und musikalische Höhepunkte sind auf CD erschienen.

## Tondokumente
- 1951: Westdeutscher Rundfunk – Dirigent: Franz Marszalek
 Besetzung: Peter Anders (Mucki Nix); Ilse Hübener (Carola von Ebernstein); Ruth Zillger (Rosamunde); Edith Teichmann (Hildegunde); Willy Hofmann (Hannes Knipperling); Willy Schneider (Flock).
 Kölner Rundfunkchor; Kölner Rundfunkorchester
 Line Music Service 5.01301 (2 CD)